# Sidney Toler

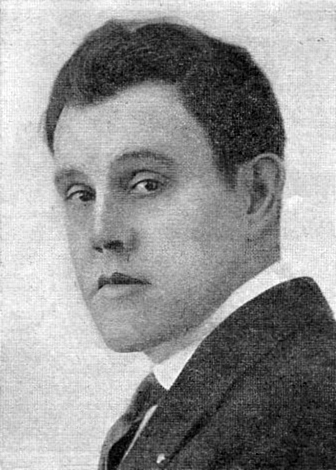
Sidney Toler (1920)

Sidney Toler (* 28. April 1874 in Warrensburg, Missouri; † 12. Februar 1947 in Beverly Hills, Los Angeles County, Kalifornien) war ein US-amerikanischer Schauspieler, der vor allem in der Rolle des von Earl Derr Biggers geschaffenen chinesischstämmigen Polizisten Charlie Chan bekannt wurde und diese Rolle als Nachfolger des verstorbenen Warner Oland von 1938 bis zu seinem Tod in 22 von der 20th Century Fox und der Monogram Pictures Corporation produzierten Filmen spielte.

## Leben

### Theaterschauspieler und Dramatiker
Toler, Sohn des Traberzüchters Oberst H. G. Toler, stand bereits als Kinderdarsteller im Alter von sieben Jahren auf der Bühne und war bereits lange vor seiner Filmschauspielerkarriere seit den 1890er Jahren ein gefragter Theaterschauspieler. Daneben arbeitete er als Dramatiker und trat auch als Bariton am Orpheum Theatre in New York City auf. Sein Debüt am Broadway gab er 1903 im Stück The Office Boy und ging daraufhin bis 1912 mit einer reisenden Theatergruppe auf Tournee.
Seit dieser Zeit wuchs auch sein Erfolg als Dramatiker durch zwei Stücke, die am Broadway uraufgeführt wurden, während ein drittes Bühnenwerk, The Man They Left Behind, in einer einzigen Woche landesweit von achtzehn Theatergesellschaften gleichzeitig gespielt wurde.
Unter dem Einfluss des bekannten Theaterproduzenten David Belasco kehrte Toler 1918 an den Broadway zurück und spielte dort zwölf Jahre lang bis 1930 in zahllosen Komödien wie Some One in the House (1918), On the Hiring Line (1919), Sophie (1920), Poldekin (1920), Deburau (1920), Golden Days (1921), Kiki (1921), The 49ers (1921), Laugh, Clown, Laugh! (1923), The Dove (1925), Canary Dutch (1925), Tommy (1927), Mrs. Bumpstead-Leigh (1929), It’s a Wise Child (1929) mit.
Darüber hinaus verfasste er die Drehbücher zu den Stummfilmen Playthings (1918), The Bait (1921) sowie A Heart To Let (1921). Zu den von ihm geschriebenen Theaterstücken jener Zeit gehörten The Exile (1923) und Ritzy (1929).

### Beginn der Filmschauspielerkarriere und Charlie Chan-Darsteller
Unter Aufgabe seiner erfolgreichen Theaterschauspielertätigkeit begann Toler 1929 seine Filmschauspielerkarriere in der Filmwirtschaft Hollywoods und spielte für einige Jahre als freiberuflicher Schauspieler Nebenrollen als Polizist, Banker oder Butler. Sein Debüt als Filmschauspieler gab er 1929 als Polizist in dem von Murray Roth inszenierten Comedy-Kurzfilm The Gay Nineties; or, The Unfaithful Husband. Mitte der 1930er Jahre erhielt er einen Vertrag bei der Filmproduktionsgesellschaft 20th Century Fox.
Nach dem Tod des langjährigen Charlie Chan-Darstellers Warner Oland am 6. August 1938 erhielt Toler die Chance als dessen Nachfolger die Hauptrolle in der beliebten Detektivfilmreihe zu übernehmen. Er konnte sich im Casting unter 34 Bewerbern für die Rolle durchsetzen und spielte die Rolle des chinesischstämmigen Polizisten aus Hawaii bis zu seinem Tod in 22 Filmen, und zwar erstmals in Charlie Chan in Honolulu (1938) sowie zuletzt in Charlie Chan – Die Falle (1946).
Toler verkörperte Chan insbesondere durch seinen sarkastischen Witz, der sich oftmals gegen seinen Sohn und Assistenten Jimmy Chan richtete, der von Victor Sen Yung gespielt wurde. Die ersten elf Filme wurde von 20th Century Fox produziert und waren allesamt Kassenschlager. Letztlich begann nach diesen Filmen 1942 die Qualität der Serie zurückzugehen. Mit dem Eintritt der Vereinigten Staaten in den Zweiten Weltkrieg schwanden auch die Absatzmöglichkeiten auf den ausländischen Filmmärkten, so dass 20th Century Fox die Reihe zunächst nach Charlie Chan - Das Schloß in der Wüste (1942) einstellte, ehe die Rechte am Charakter des Charlie Chan 1944 an das Poverty-Row-Studio Monogram Pictures verkauft wurde, das mit anspruchsloseren Drehbüchern und geringeren Produktionskosten mit Toler in rascher Folge bis 1946 elf weitere Filme produzierte.
Toler, der im Laufe der Zeit auf die Rolle des Charlie Chan festgelegt war und dem nur wenige andere Gelegenheiten gegeben wurden, seine Bandbreite als Schauspieler zu erweitern, spielte die Rolle weniger definiert und automatischer als in den Anfangsjahren. Während der Dreharbeiten zu den letzten drei Filmen Charlie Chan – Schatten über Chinatown, Charlie Chan – Gefährliches Geld und Charlie Chan – Die Falle, die alle 1946 produziert wurden, erkrankte er an Krebs. Daraus folgte, dass die Auftritte der Co-Stars der Serie, Victor Sen Yung als Jimmy Chan sowie Mantan Moreland in der Rolle des Birmingham Brown, in den Filmen ausgeweitet wurden.
Nach mehrmonatiger Bettlägerigkeit verstarb Toler schließlich im Alter von 72 Jahren am 12. Februar 1947 in Hollywood an Darmkrebs. Nach seinem Tod wurde Toler, der seit 1943 in zweiter Ehe mit der Schauspielerin Viva Tattersall verheiratet war, auf dem Highland Cemetery in Wichita beigesetzt.

## Filmografie
- 1929: Madame X
- 1932: Verhaftung um Mitternacht (Strangers in Love)
- 1932: Radio-Polizei-Patrouille (Radio Patrol)
- 1932: Blonde Venus (Blonde Venus)
- 1932: Der Theaterprofessor (Speak Easily)
- 1933: Abenteuer in zwei Erdteilen (King of the Jungle)
- 1934: Geheimagent 13 (Operator 13)
- 1934: Das Mädel aus der Unterwelt (Upperworld)
- 1935: Novak liebt Amerika (Romance in Manhattan)
- 1935: Goldfieber in Alaska (The Call of the Wild)
- 1936: The Gorgeous Hussy
- 1936: Die Doppelgänger (Our Relations)
- 1937: Doppelhochzeit (Double Wedding)
- 1938: Wenn ich König wär (If I Were King)
- 1938: Goldene Erde Kalifornien (Gold Is Where You Find It)
- 1938: Charlie Chan in Honolulu
- 1939: Charlie Chan in Reno
- 1939: Charlie Chan auf der Schatzinsel (Charlie Chan at Treasure Island)
- 1939: Charlie Chan in City in Darkness
- 1939: Überfall im Chinesenviertel (King of China Town)
- 1940: Charlie Chan in Panama
- 1940: Charlie Chan auf Kreuzfahrt (Charlie Chan’s Murder Cruise)
- 1940: Charlie Chan im Wachsfigurenkabinett (Charlie Chan at the Wax Museum)
- 1940: Charlie Chan: Mord über New York (Murder Over New York)
- 1941: Charlie Chan auf dem Schatzsucherschiff (Dead Men Tell)
- 1941: Charlie Chan in Rio
- 1942: Charlie Chan: Das Schloß in der Wüste (Castle in the Desert)
- 1943: Fluch der Tempelgötter (White Savage)
- 1944: Charlie Chan in the Secret Service
- 1944: Charlie Chan in The Chinese Cat
- 1944: Black Magic
- 1945: It’s in the Bag!
- 1945: The Jade Mask
- 1945: The Scarlet Clue
- 1945: The Shanghai Cobra
- 1946: Charlie Chan in Mexiko (The Red Dragon)
- 1946: Charlie Chan – Ein fast perfektes Alibi (Dark Alibi)
- 1946: Charlie Chan – Schatten über Chinatown (Shadows Over Chinatown)
- 1946: Charlie Chan – Gefährliches Geld (Dangerous Money)
- 1946: Charlie Chan – Die Falle (The Trap)